# 芬蘭區
芬蘭區（英語：Fenland District），英國英格蘭東部區域劍橋郡的一個非都市區（地方第二級區政府），由三月城（區議會所在地）、西惠特爾鎮、北威奇福特農村區等城鎮及農莊構成。
芬蘭區的居民主要從事的經濟活動，多年來一直建立在農業和食品有關的行業。其他傳統產業包括製磚，印刷和工程等；但大部分居民多至外地尋求工作。

## 外部連結
- Fenland District Council （页面存档备份，存于）

52°34′30″N 0°02′56″E / 52.575°N 0.049°E